# André-Aleth Masson
Pour les articles homonymes, voir Masson et André Masson.
 (mai 2013).
Si vous disposez d'ouvrages ou d'articles de référence ou si vous connaissez des sites web de qualité traitant du thème abordé ici, merci de compléter l'article en donnant les références utiles à sa vérifiabilité et en les liant à la section « Notes et références ».
André-Aleth Masson, pseudonyme d'André Masson, né le 20 décembre 1919 à Saint-Servan (aujourd'hui devenu quartier de Saint-Malo) et mort en octobre 2009 à Saint-Malo est un peintre, sculpteur, céramiste et graveur français.

## Biographie
André-Aleth Masson naît un soir de bal, au premier étage de l'ancien casino de Saint-Servan, le 20 décembre 1919, face à la tour Solidor. Il fréquente l'École régionale des beaux-arts de Rennes, puis est élève à l'École des beaux-arts de Paris.
Son épouse Denise est également une artiste peintre, ils vont travailler ensemble. De leur union naissent sept enfants, dont Christophe, Zaurel, Matthieu et Marine restés dans la milieu artistiques.
André-Aleth Masson se forme à l'école de céramique de Fontcarrade, dite aussi École de formation artistique  de Fontcarrade, près de Montpellier, en 1947.

## Collections publiques
- Saint-Malo, école Bellevue : peintures murales.

## Salons
- 1952 : Salon des artistes décorateurs.
- 1980 : Salon des artistes décorateurs.

## Expositions
- 1952 : galerie M.A.I., Paris.
- 1955 : galerie M.A.I., Paris.
- 1961 : galerie M.A.I., Paris.
- [Quand ?] : galerie Guillemain, Paris.
- 2013 : jusqu'au 31 mars, église Saint-Sauveur de Saint-Malo, près de 200 œuvres[2].
- 2013 : atelier-galerie Le Mur, Saint-Malo.